# (23718) Horgos
(23718) Horgos ist ein Asteroid des mittleren Hauptgürtels, der am 2. April 1998 von dem ungarischen Amateurastronomen Krisztián Sárneczky und dem ungarischen Astronomen László Kiss am Piszkéstető-Observatorium (IAU-Code 561) im nordungarischen Mátra-Gebirge im Auftrag des Budapester Konkoly-Observatoriums entdeckt wurde.
Der mittlere Durchmesser des Asteroiden wurde grob mit 2,944 (± 0,821) km berechnet, die Albedo mit 0,269 (± 0,166).
Nach der SMASS-Klassifikation (Small Main-Belt Asteroid Spectroscopic Survey) wurde bei einer spektroskopischen Untersuchung von Gianluca Masi, Sergio Foglia und Richard P. Binzel bei (23718) Horgos von einer dunklen Oberfläche ausgegangen, es könnte sich also, grob gesehen, um einen C-Asteroiden handeln.
Der Asteroid wurde am 5. Juli 2001 nach dem Dorf Horgoš benannt, einem Ort im nördlichen Banat. Grund für die Benennung ist, dass László Kiss dort aufgewachsen ist.